# Ріфат Тургут Менеменчіоглу
Рифат Тургут Менеменчіоглу (тур. Rıfat Turgut Menemencioğlu; 1914—2010) — турецький дипломат. Постійний представник Туреччини при Організації Об'єднаних Націй (1960—1962); Голова РБ ООН (жовтень 1961); посол Туреччини в США (1962—1967); Генеральний секретар Організації Центрального Договору (СЕНТО) (1968—1972).

## Життєпис
Народився у 1914 році. Вивчав міжнародне право та дипломатію в Коледжі Роберта в Стамбулі, вивчав право в Женеві (Швейцарія).
Разом зі Нуман Менеменчіоглу, міністром закордонних справ, брав участь в Каїрській конференції 1943 року як особистий перекладач президента Туреччини Ісмет Іненю під час його переговорів з главами держав Антигітлерівської коаліції.
Після закінчення Другої світової війни працював в ООН, у жовтні 1961 був головою Ради Безпеки Організації Об'єднаних Націй. 24 квітня 1962 — 2 січня 1967 займав посаду посла Турецької Республіки в США. У 1968—1972 рр. був генеральним секретарем Організації Центрального Договору (СЕНТО). У період його діяльності на цій посаді роль Великої Британії на Близькому Сході різко знизилася, після надання незалежність країнам півдня Перської затоки: Оману, Бахрейну, Катару та ОАЕ), і першість тимчасово перейшла до Туреччини, одночасного члена НАТО та СЕНТО.

## Сім'я
- Батько — депутат Великих Національних Зборів Туреччини.
- Дядько — Нуман Менеменчіоглу, міністр закордонних справ Турецької Республіки (1942—1944).